# Grands arrêts de la jurisprudence administrative
Ne doit pas être confondu avec Grands arrêts en droit administratif français.
Les Grands Arrêts de la jurisprudence administrative, couramment abrégé en GAJA, est un recueil de jurisprudence du droit administratif français publié en 1956. Dirigé par René Cassin et Marcel Waline, il est rédigé par Marceau Long, Prosper Weil et Guy Braibant. Il est ensuite réédité à plusieurs reprises. À partir de la neuvième édition, publiée en 1990, Pierre Delvolvé et Bruno Genevois sont adjoints aux trois auteurs initiaux.
La 24e édition des Grands arrêts de la jurisprudence administrative est parue le 31 août 2023 (et compte 118 arrêts commentés).
Chaque édition de l’ouvrage commente et sélectionne une centaine d’arrêts d’une particulière importance, qualifiés de « grands arrêts ». Néanmoins, d’autres sélections d’arrêts jugés importants par les auteurs existent, de sorte que les décisions figurant au GAJA ne sont pas les seuls grands arrêts du droit administratif français.

## Genèse
La création d'un recueil de jurisprudence du droit administratif français est une idée de René Cassin en 1952, soutenue par Marcel Waline. La rédaction est confiée à Marceau Long, major de l'École nationale d'administration et Prosper Weil, major de l'agrégation de droit public, tous deux âgés de 26 ans.
La publication des Grands arrêts de la jurisprudence administrative connaît plusieurs difficultés. D'abord, certains conseillers d'État sont hostiles au projet. Pour vaincre leurs réticences, René Cassin invite les rédacteurs à s'entretenir avec eux et à tenir compte de leurs points de vue. Ensuite, les deux auteurs connaissent une période de découragement en 1955, après deux années d'écriture. Un troisième auteur, Guy Braibant, est associé au projet pour le mener à son terme. Enfin, les initiateurs de l'ouvrage ont des relations difficiles avec l'éditeur Sirey en raison de désaccords divers : l'omission des noms de René Cassin et Marcel Waline sur la couverture, le délai de remise des épreuves par l'éditeur, le nombre d'exemplaires remis à chaque auteur, ou la réduction du tirage à 2500 exemplaires au lieu des 4000 exemplaires prévus.
L'ouvrage est publié en 1956. Il connaît un succès rapide et il est réimprimé quelques mois après sa parution.

## Objectifs et contenu
La publication d'un ouvrage de jurisprudence vise à favoriser la diffusion du droit. Les Grands arrêts de la jurisprudence administrative ont un double public : les praticiens du droit administratif français, et les étudiants en droit. Ainsi, la rédaction de l'ouvrage s'inscrit dans le contexte de la réforme du contentieux administratif de 1953, qui concerne les professionnels, et de la réforme des études de droit de 1954, qui touche les étudiants.
L'objectif principal des Grands arrêts de la jurisprudence administrative est de promouvoir la juridiction administrative. René Cassin est le vice-président du Conseil d'État. Il cherche à renforcer la cohésion de ses membres et à défendre l'institution, qui est en crise après les errements du régime de Vichy et les troubles de la Libération. Ainsi, la première édition donne la priorité aux arrêts rendus après 1944, qui représentent 43 des 114 décisions commentées, à la fois pour présenter l'état actuel du droit et pour communiquer sur le renouveau de la juridiction administrative.
L'ouvrage présente une sélection volontairement limitée d'arrêts considérés comme importants, présentés dans l'ordre chronologique. Les commentaires d'arrêt suivent une structure similaire : le rappel des faits de l'espèce, l'état du droit avant la décision, les problèmes juridiques qu'elle soulève, la solution donnée par le juge, et les précisions apportées par des décisions ultérieures.
Les Grands arrêts de la jurisprudence administrative sont considérés comme un ouvrage de référence. L'ouvrage ne couvre pas l'ensemble du droit administratif français, mais il permet de comprendre son esprit général, qui est de concilier les impératifs de l'intérêt général et les intérêts particuliers, et d'illustrer ses évolutions importantes.

## Évolutions

### Évolution des décisions commentées
Le nombre de décisions commentées est resté relativement stable : la première édition de 1956 comptait 114 arrêts, la vingt-troisième édition de 2021 en compte 118. En revanche, le volume de l'ouvrage a fortement augmenté : il est passé de 425 à 1081 pages pendant la même période.
Les auteurs ont suivi une « règle du gage », qui consiste à compenser l'ajout d'une nouvelle décision par la disparition d'une autre. Ainsi, entre la première édition de 1956 et la quinzième édition de 2005, 56 décisions ont été ajoutées et 52 ont été retirées. Sur ces 52 retraits, 43 décisions étaient présentes dans la première édition et 9 décisions ont été introduites dans une édition postérieure avant d'être éliminées par la suite. Une part importante des retraits concerne les arrêts rendus entre 1933 et 1945.
Le retrait des décisions a deux types de causes. D'une part, il existe des raisons exogènes ou objectives : la Constitution de 1958 instituant la Cinquième République qui rend certaines décisions obsolètes, les changements de législation qui remplacent certaines règles jurisprudentielles, et les revirements de jurisprudence. D'autre part, certaines décisions sont retirées pour des raisons endogènes ou subjectives : elles sont remplacées par des exemples plus récents, ou supprimées parce qu'elles sont en doublon ou secondaires. 
La nature des décisions commentées a évolué : un nombre croissant d'entre elles n'émanent pas de la juridiction administrative. Ce changement reflète l'évolution de la jurisprudence.

### Évolution des commentaires
Les commentaires des décisions sont plus longs et plus thématiques dans les éditions récentes, ce qui rapproche l'ouvrage d'un manuel. L'étude des prolongements des décisions a été développée, non seulement pour tenir compte de l'actualité de la jurisprudence, mais aussi pour présenter de façon exhaustive la question abordée. Le retrait de certaines décisions a accentué cette tendance, car leurs commentaires sont intégrés à d'autres chapitres. Ainsi, le nombre de références à des décisions a triplé entre la première édition de 1956 et la onzième édition de 1996.

## Liste des éditions
- 1re édition, 1956[4]
- 2e édition, 1958[5]
- 3e édition, 1962[6]
- 4e édition, 1965[7]
  - Cette édition connaît un travail important de réduction du contenu[2].
- 5e édition, 1969[8]
- 6e édition, 1974[9]
- 7e édition, 1978[10]
- 8e édition, 1984[11]
- 9e édition, 1990[12]
  - Deux nouveaux auteurs, Pierre Delvolvé et Bruno Genevois, participent à la rédaction de cette édition et de suivantes[1]. À partir de cette édition, les commentaires des décisions sont organisés selon un plan plus strict[2].
- 10e édition, 1993[13]
- 11e édition, 1996[14]
  - Cette édition connaît un travail important de réduction du contenu[2].
- 12e édition, 1999[15]
- 13e édition, 2001[16]
- 14e édition, 2003[17]
- 15e édition, 2005[18]
- 16e édition, 2007[19]
- 17e édition, 2009[20]
- 18e édition, 2011[21]
- 19e édition, 2013[22]
- 20e édition, 2015[23]
- 21e édition, 2017[24]
- 22e édition, 2019[25]
- 23e édition, 2021[26]
- 24e édition, 2023[27]
- 25e edition, 2025[28]